# Messier 12
Messier 12 (M12)  även känd som NGC 6218 är en klotformig stjärnhop i stjärnbilden Ormbäraren. Den upptäcktes den 30 maj 1764 av Charles Messier som införde den som nummer 12 i sin katalog över ickekometliknande objekt. Messier beskrev objektet som en ”nebulosa utan stjärnor”.  För att upplösa hopens stjärnor krävs ett 8-tums teleskop eller mer. I ett 10-tums teleskop visar den granulära kärnan en diameter på 3 bågminuter omgiven av en 10 bågminuters gloria av stjärnor.

## Egenskaper
Ungefär 3° nordväst om stjärnhopen Messier 10 och 5,6° ostsydost om stjärna Lambda Ophiuchi, befinner sig Messier 12 på ett avstånd av ca 15 700 ljusår (4 800 pc) från jorden och har en rumslig diameter av omkring 75 ljusår. De ljusaste stjärnorna i hopen är av 12:e magnituden. Med en Shapley-Sawyer klass av IX är den ganska löst packad för att vara en klotformig stjärnhop och ansågs en gång vara ett tätt koncentrerad öppen stjärnhop. Tretton variabla stjärnor har registrerats i hopen. M12 närmar sig oss med en hastighet av 16 km/s.
En studie publicerad 2006 kom fram till att Messier 12 har ett ovanligt lågt antal stjärnor, omkring en miljon stjärnor med låg massa har lämnat hopen. Man tror att hopen drogs isär på grund av gravitation vid passage genom Vintergatans relativt materialrika galaxplan.

## Galleri

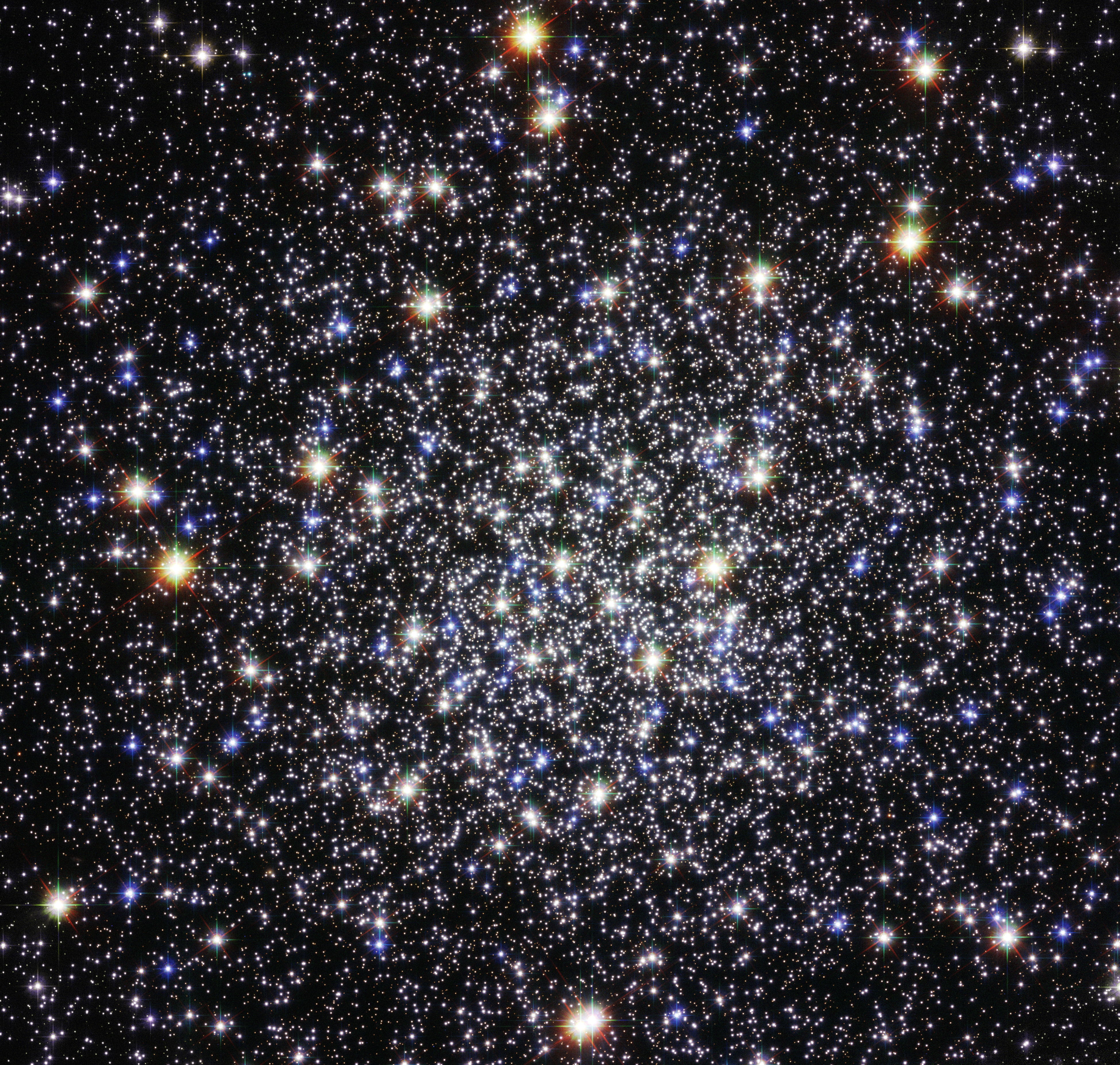
Kärnan I Messier 12 fotograferad av HST
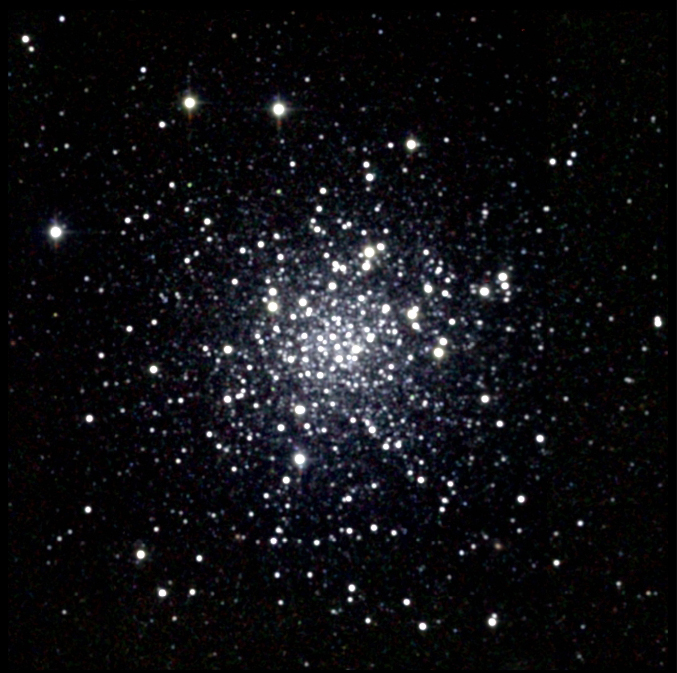
Messier 12, från 2MASS
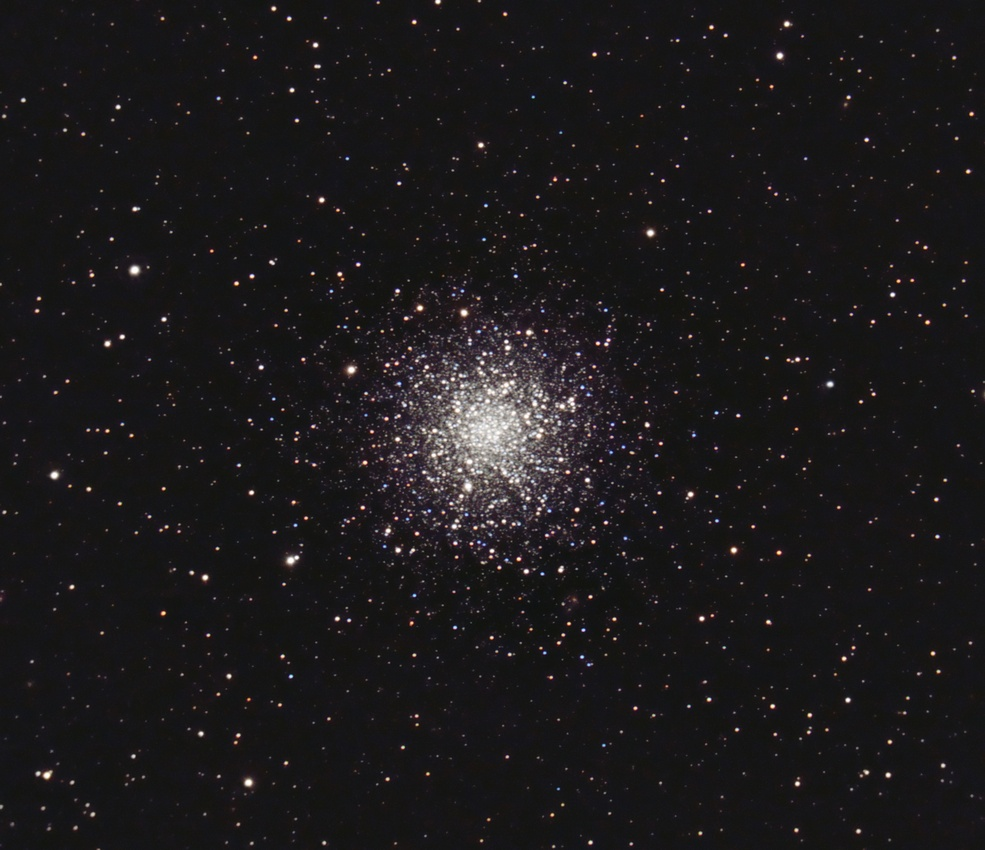
M12 med amatörteleskop
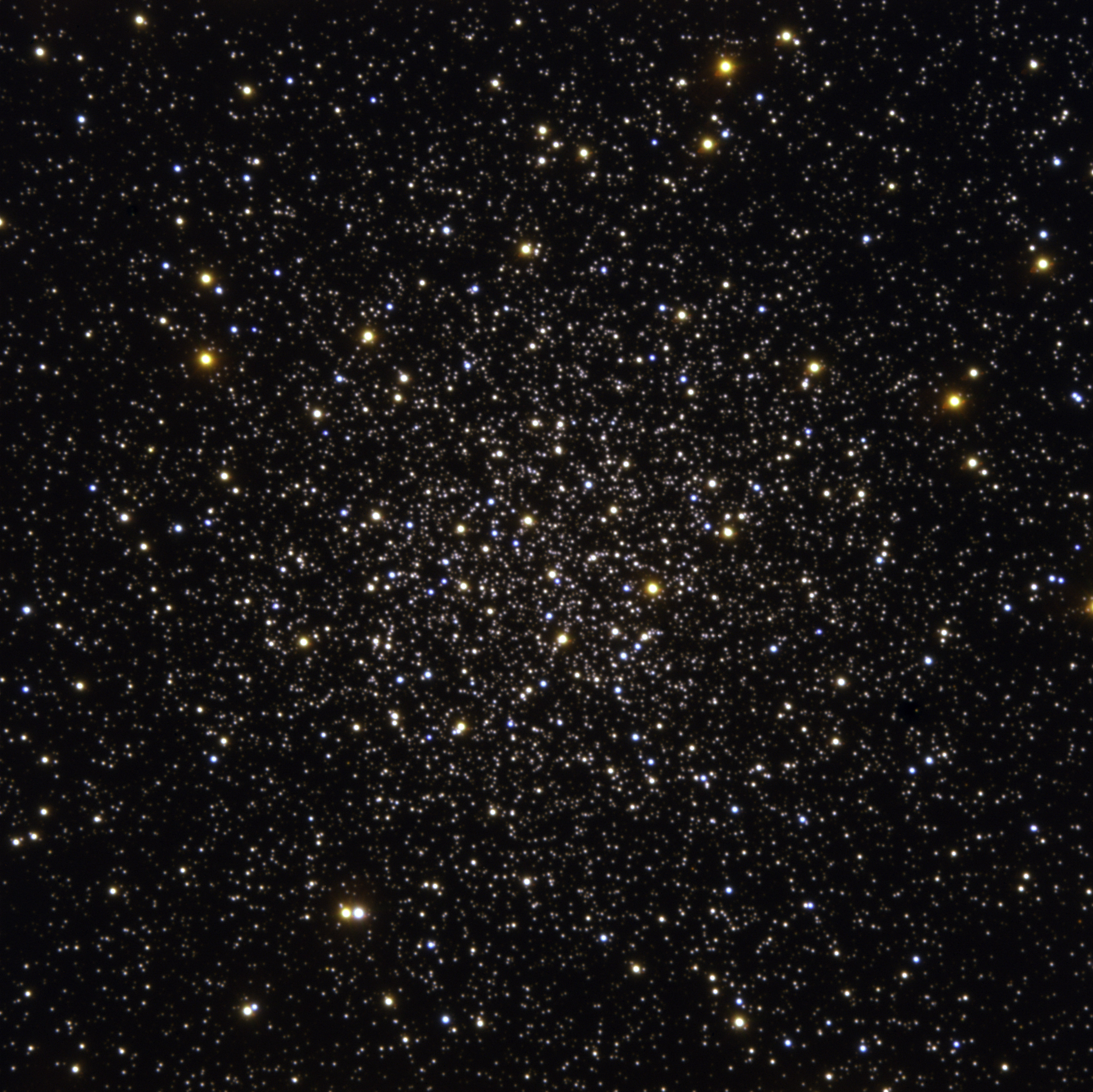
Den centrala delen av Messier 12. Foto: ESO
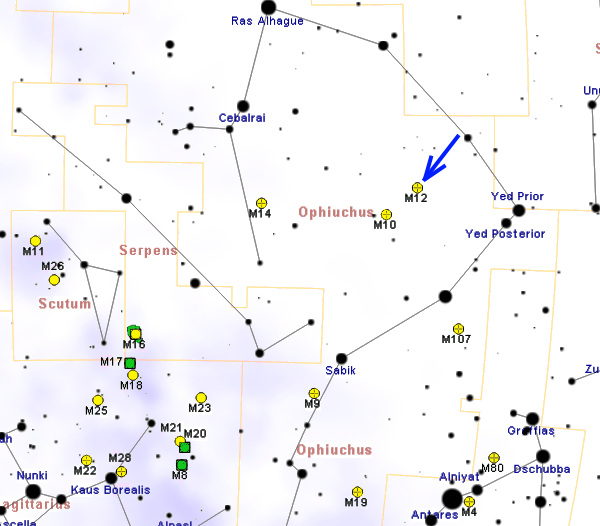
Karta som visar lokaliseringen av M12. Kredit: Roberto Mura.